# ایگوانای جامائیکایی
ایگوانای جامائیکایی (نام علمی: Cyclura collei) نام یک گونه از تیره ایگوآنایان است.